# Neumark (Landschaft)

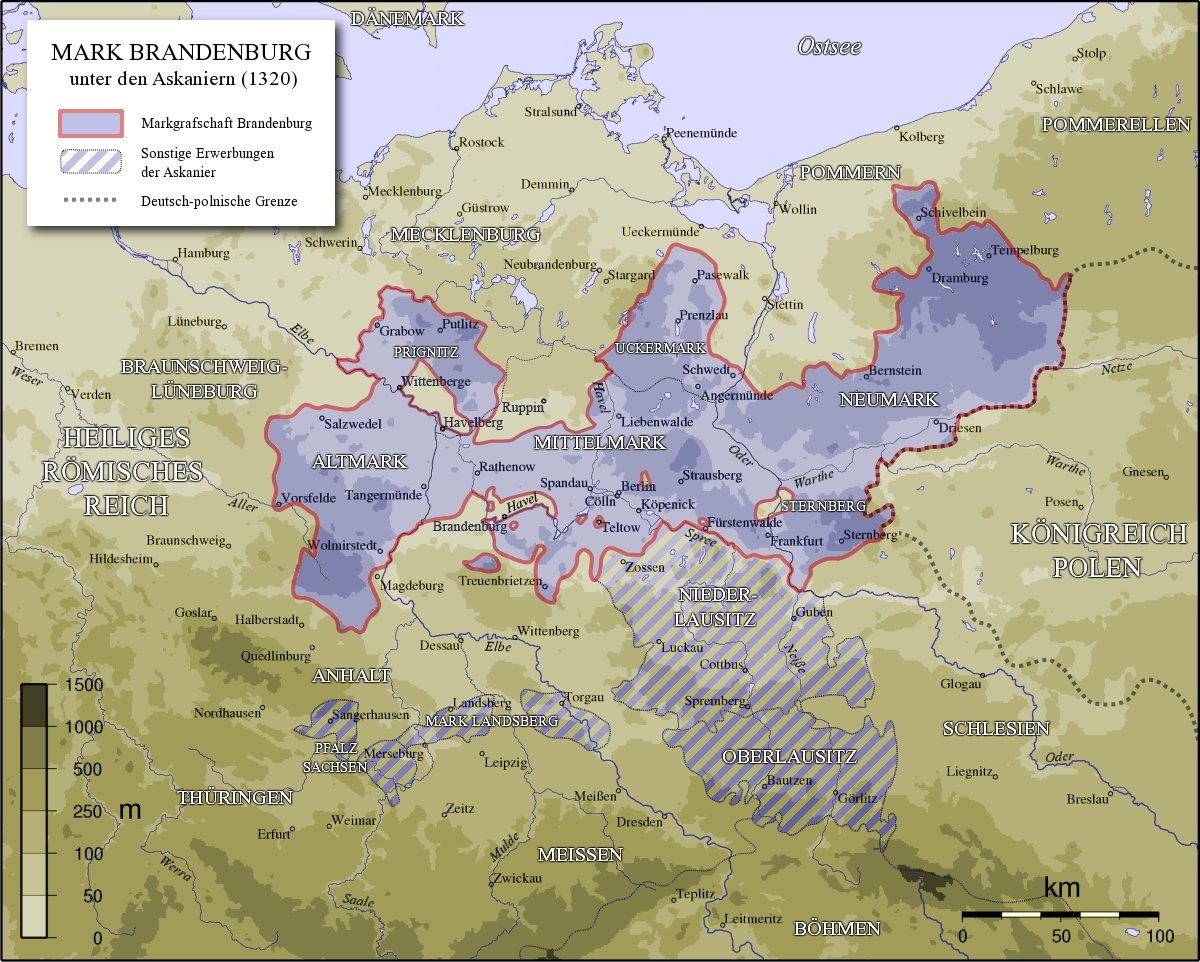
Die Mark Brandenburg im Spätmittelalter mit der Neumark östlich der Uckermark und der Mittelmark

Karte der Neumark (um 1720)

Die Neumark (polnisch Nowa Marchia) ist eine weitgehend östlich der Oder gelegene historische Landschaft. Sie bildete von 1535 bis 1815 neben der Kurmark einen der beiden Landesteile der Mark Brandenburg. Anschließend gehörte sie bis 1945 zur preußischen Provinz Brandenburg (Regierungsbezirk Frankfurt), der nordöstlichste Teil zur Provinz Pommern.
Bis zur Mitte des 13. Jahrhunderts hatten die Piasten von Großpolen und Schlesien sowie die Greifen von Pommern um die Erschließung des Gebietes östlich der mittleren Oder gewetteifert, durchaus schon unter Anwerbung deutscher Siedler. 1249 bis 1287 erwarben die Markgrafen von Brandenburg das Land Lebus. Damit leiteten sie die Schaffung der Neumark ein. Im Verlauf dieses Prozesses wurde die Waldregion zwischen Oder (im Westen), Warthe und Netze (im Süden) und Drage (im Osten) (später die Kreise Königsberg/Nm., Landsberg und Soldin) um weitere Kleinlandschaften (terrae) erweitert, bis sie 1535 unter Markgraf Johann von Küstrin ihren größten Umfang erreichte, einschließlich des Gebietes um Cottbus in der Niederlausitz (nun also auch westlich der Oder, bis zur Oberspree).

## Lage
Die Neumark war im Westen und Süden von der Oder begrenzt, im Norden grenzte sie an Pommern, im Osten an Großpolen (von 1815 bis 1920 an die preußische Provinz Posen) und im Südosten an Niederschlesien. Neben der Oder beherrschten die Flüsse Warthe und Netze mit ihren weiten Sumpfgebieten die Landschaft.
Nach den heutigen Verwaltungsgrenzen macht die Neumark den größten Teil der polnischen Woiwodschaft Lebus aus. Der Norden und Nordosten der Neumark mit Chojna (Königsberg in der Neumark), Myślibórz (Soldin) und Choszczno (Arnswalde) liegen in der Woiwodschaft Westpommern. Der kleine westlich des im 18. Jahrhundert veränderten Oderlaufs liegende Teil der Neumark gehört zum deutschen Bundesland Brandenburg.

## Entwicklung des Namens
- 1266 Land jenseits der Oder (lat. terra trans Oderam)
- 1278 Das Land jenseits der Oder und das Land über (ultra) der Oder
- 1290 Das neue Land über (ultra) der Oder
- 1320 Mann und Städte über der Oder
- 1332 Vasallen, Bürger und Einwohner der brandenburgischen Mark jenseits der Oder
- 1334 Überoderische Mark (lat. Marchia transoderana)
- 1337 Überoderische Land (lat. terra  transoderana)
- 1351 March zu Brandenburg über der Oder
- 1352 Land über der Oder und  1354 werden die Städte von jener Seite der Oder erwähnt (lat. ab ista parte Oderae)
- 1375 Überoderische Mark (lat. Marchia transoderana) in der Carolinischen Finanzstatistik
- 1381 Das ganze Land dissehalbe der Oder
- 1392 Brandenburgische Mark jenseits der Oder
- 1397 und 1398 Mark über der Oder

Der Begriff Neumark taucht erst 1385 und dann 1402 auf, als
- Nuwe Marke uff disset der Oder, oder obir der Oder
- 1405 Das Land der Neuen Mark (lat. terra novae Marchia)
- 1408 Nuwe Marck
- 1429 Newe Mark zu Brandenburg
- 1440 Nuwe Marke
- 1454 und 1455 Nuwe Mark über Oder, und Neuwemarke ober Oder

Mitte des 17. Jahrhunderts bildet sich die abgekürzte Form Neumark heraus.

## Administrative Gliederung

### Markgrafschaft Brandenburg-Küstrin 1535–1571
Zum Herrschaftsgebiet von Markgraf Johann von Küstrin gehörten von 1535 bis 1571
- ursprüngliche Neumark (Nova Marchia) mit Dramburg und Schivelbein
- Herzogtum Crossen mit Züllichau und Sommerfeld
- Land Sternberg
- Herrschaft Cottbus und Peitz

### Bis 1815

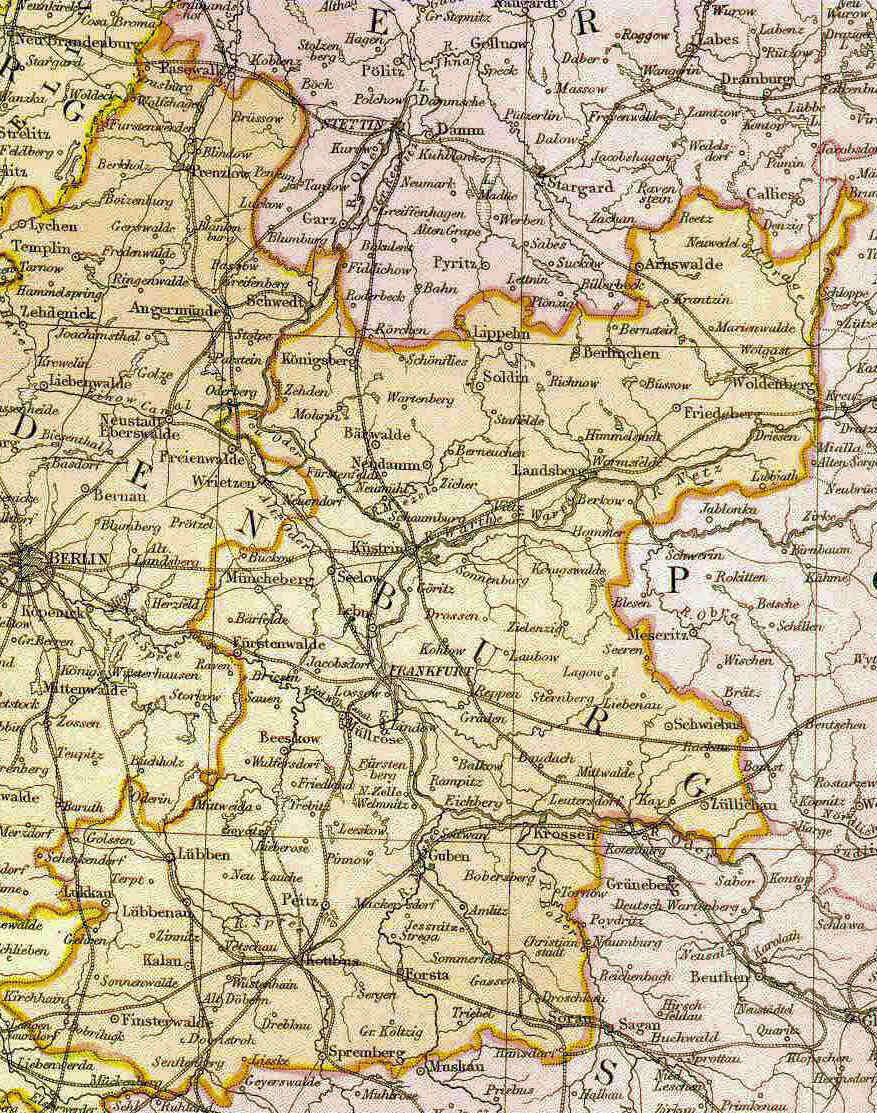
Die Neumark als östlicher Teil der Provinz Brandenburg, 1892

1747 werden sieben ursprüngliche und vier inkorporierte (einverleibte) Kreise genannt, die bis 1807/15 zur Neumark gehören:
- Stadt Küstrin

Vorderkreise
- Königsbergischer Kreis
- Soldinischer Kreis
- Landsbergischer Kreis

Hinterkreise
- Friedebergischer Kreis
- Arnswaldischer Kreis
- Dramburgischer Kreis
- Schiefelbeinischer Kreis

Inkorporierte Kreise
- Sternbergischer Kreis
- Züllichauischer Kreis
- Cottbusscher Kreis (1807–1815 zum Königreich Sachsen)
- Crossenscher Kreis (seit 1742 als Kreis, bis dahin als Herzogtum Crossen böhmisches Lehen)

### 1815
Nach dem Wiener Kongress 1815 wurden die meisten neumärkischen Kreise in den Regierungsbezirk Frankfurt der Provinz Brandenburg eingegliedert:
- Kreis Königsberg/Nm.
- Kreis Soldin
- Kreis Arnswalde
- Kreis Friedeberg
- Kreis Landsberg (Warthe)
- Kreis Sternberg
- Kreis Züllichau-Schwiebus
- Kreis Crossen
- Kreis Cüstrin
- Kreis Cottbus

Die Kreise Dramburg und Schivelbein sowie die nördlichen Teile des Kreises Arnswalde mit der Stadt Nörenberg wurden der Provinz Pommern zugeschlagen.

### 1836
Zum 1. Januar 1836 wurde der Kreis Küstrin aufgelöst und auf die Kreise Königsberg/Nm., Landsberg (Warthe) und Lebus aufgeteilt.

### 1873
1873 wurde der Kreis Sternberg aufgeteilt:
- Kreis Weststernberg (Kreisstadt Reppen)
- Kreis Oststernberg (Kreisstadt Zielenzig)

### 1945
1945 kam das Gebiet östlich der Oder zum polnischen Staatsgebiet und wurde als administrative Struktur aufgelöst.
Westlich der Oder verblieben folgende Orte bei Brandenburg:
- Bralitz
- Altglietzen
- Schiffmühle
- Neutornow
- Gabow
- Neuenhagen
- Hohenwutzen
- Neurüdnitz
- Altreetz
- Adlig Reetz
- Königlich Reetz
- Altwustrow
- Neuwustrow
- Croustillier
- Neuküstrinchen
- Neuranft
- Karlsbiese
- Karlshof
- Alt und Neu Bleyen

die Gemeindeteile
- Neulietzegöricke
- Zäckericker Loose
- Zelliner Loose
- Drewitz Ausbau
- Güstebieser Loose
- Schaumburg
- Küstrin-Kietz (Gemeindeteile der Stadt Küstrin westlich der Oder)

Landkreis Weststernberg
- westliche Gemarkungsteile von Göritz, polnisch Górzyca, und Ötscher, polnisch Owczary[5]
- Aurith und
- Kunitz, poln. Kunice (Kunitz-Loose)

## Frühe Geschichte bis 1248

### Germanen
Germanische Stämme der Burgunden besiedelten das Gebiet der späteren Neumark bis zum 5. Jahrhundert. Archäologische Siedlungsspuren zeugen von ihrer Kultur.

### Slawische Besiedelung (7. bis 13. Jahrhundert)
Seit dem 7. Jahrhundert besiedelten verschiedene slawische Stämme das von Menschen verlassene Gebiet.
Seit dem 11. Jahrhundert begegneten sich polnische Piasten und ihre pommerschen Vasallen mit ihren territorialen Ansprüchen östlich der Oder im unteren Wartheraum, und zwar an den strategisch wichtigen Übergängen über die Netze, die eine Zeitlang die Grenze bildete, in Zehden, Zantoch und Driesen.
Das Augenmerk der Herzöge von Pommern, Großpolen und Schlesien legte sich auf die Besiedlung der nur schwach besiedelten Waldregion zwischen Oder, Netze, Warthe und Drage. Sie vergaben hufenweise Land an die Orden der Templer, Johanniter und Zisterzienser, ebenso an Bistümer und an Adelsgeschlechter, darunter die Wedel, die Liebenow und die Uchtenhagen. Die angeworbenen Neusiedler kamen vor allem aus dem Stammesherzogtum Sachsen. Die Gründe waren einerseits religiöser Natur, andererseits verbarg sich dahinter auch die Absicht, die mittlere Oder zu kontrollieren und gegen die von Westen drohende Expansion der Askanier zu sichern.

### Brandenburgische Askanier (1248–1320)
Dieses nutzte jedoch nicht viel, da die Markgrafenbrüder Johann I. und Otto III. von Brandenburg das Land Lebus seit 1248 unter ihre Kontrolle brachten.
Nach der Beseitigung auch der Magdeburger Konkurrenz 1252 konnten auf dieser Grundlage die „Städtegründer“ Johann I. und Otto III. erfolgreich aufbauen.  Die Ausdehnung der Brandenburgischen Macht östlich der Oder begann an und nordwärts der Warthe: 1257 wurde an der unteren Netze die Stadt Landsberg gegründet, verkehrsgünstiger gelegen als die alte Kastellanei Zantoch auf einem Hochufer. Danach kamen Soldin (nach 1261), Arnswalde (vor 1269), Berlinchen (1278), Schivelbein (um 1292), Dramburg (1297) u. a. hinzu. Die geistlichen Ritterorden wurden aus dem Westteil dieser neuen „terra transoderana“ oder „marchia nova“ verdrängt und billig abgefunden. Die Bezeichnung Neumark (neuwe Mark obir Oder) wurde erstmals 1397 gebraucht.
Bei den als Netzeübergänge in umstrittener Grenzlage gelegenen Kastellaneien Zantoch und Driesen waren sowohl auf dem nördlichen, pommerschen Ufer als auch auf dem gegenüberliegenden (groß)polnischen Ufer Burgen zur gegenseitigen Kontrolle errichtet worden. Um 1300 waren die Burgen Zantoch und Driesen in askanischem Besitz, ebenso die Stadt Meseritz mit dem Kloster Paradies.
Die Soldiner Burg war von den Tempelrittern 1234 erworben worden, die sie 1261 an die Markgrafen von Brandenburg verkauften. 1270 wurde ihr die wichtige Kastellanei Zantoch übereignet. Die bereits seit 1228 in Soldin mit einer Terminei vertretenen Dominikaner errichteten 1275 ein Kloster. Die Kollegiatstiftskirche SS. Peter und Paul an der Soldiner Pfarrkirche (1298) machte die Stadt auch zum geistlichen Zentrum, wodurch Soldin so viel Bedeutung erlangte, dass es zur Hauptstadt der Neumark (in den damaligen Grenzen) wurde, bis es diese Funktion 1548 an Küstrin verlor, die Residenz des Markgrafen Johann von Küstrin.
Im frühen 14. Jahrhundert erwarben die gemeinsam regierenden Markgrafen Waldemar und Johannes dann das bis dahin Landbesitz des Bistums Lebus gewesene Gebiet südlich der Warthemündung vom Ostufer der Oder bis an die Grenze Großpolens.

## Vom Aussterben der Askanier bis zur Reformation

### Wittelsbacher und Luxemburger (1323–1401)
Mit dem Aussterben der Askanier 1320 ließ das Interesse der jeweiligen Herrscher Brandenburgs an der Neumark spürbar nach. Die Wittelsbacher (1323–1373) kümmerten sich nicht um die Weiterentwicklung ihrer östlich der Oder gelegenen Gebiete. Dennoch ist das Landbuch der Neumark von 1337 unter Markgraf Ludwig dem Älteren ein wichtiges Dokument zur Geschichte dieser Landschaft und das älteste seiner Art in der Mark Brandenburg. 1351 gab Ludwig, der mit dem Brandenburger Adel ohnehin in Konflikt lag, dann schließlich im Luckauer Vertrag die Mark an seine jüngeren Halbbrüder Ludwig VI. und Otto V. ab, der sie nach dem Tod Ludwigs vollständig übernahm.
Auch die Luxemburger kümmerten sich nicht um diesen entlegenen Landstrich. Zunächst unter der Herrschaft von Wenzel dem Faulen wurde nach dem Tod Kaiser Karls IV. Brandenburg 1378 unter seinen Söhnen aufgeteilt. Sigismund erhielt die Alt- und Mittelmark, Johann bekam die Neumark zugesprochen. Nach dessen Tod im Jahre 1396 fiel auch die Neumark an Sigismund.

### Deutscher Orden (1402–1455)

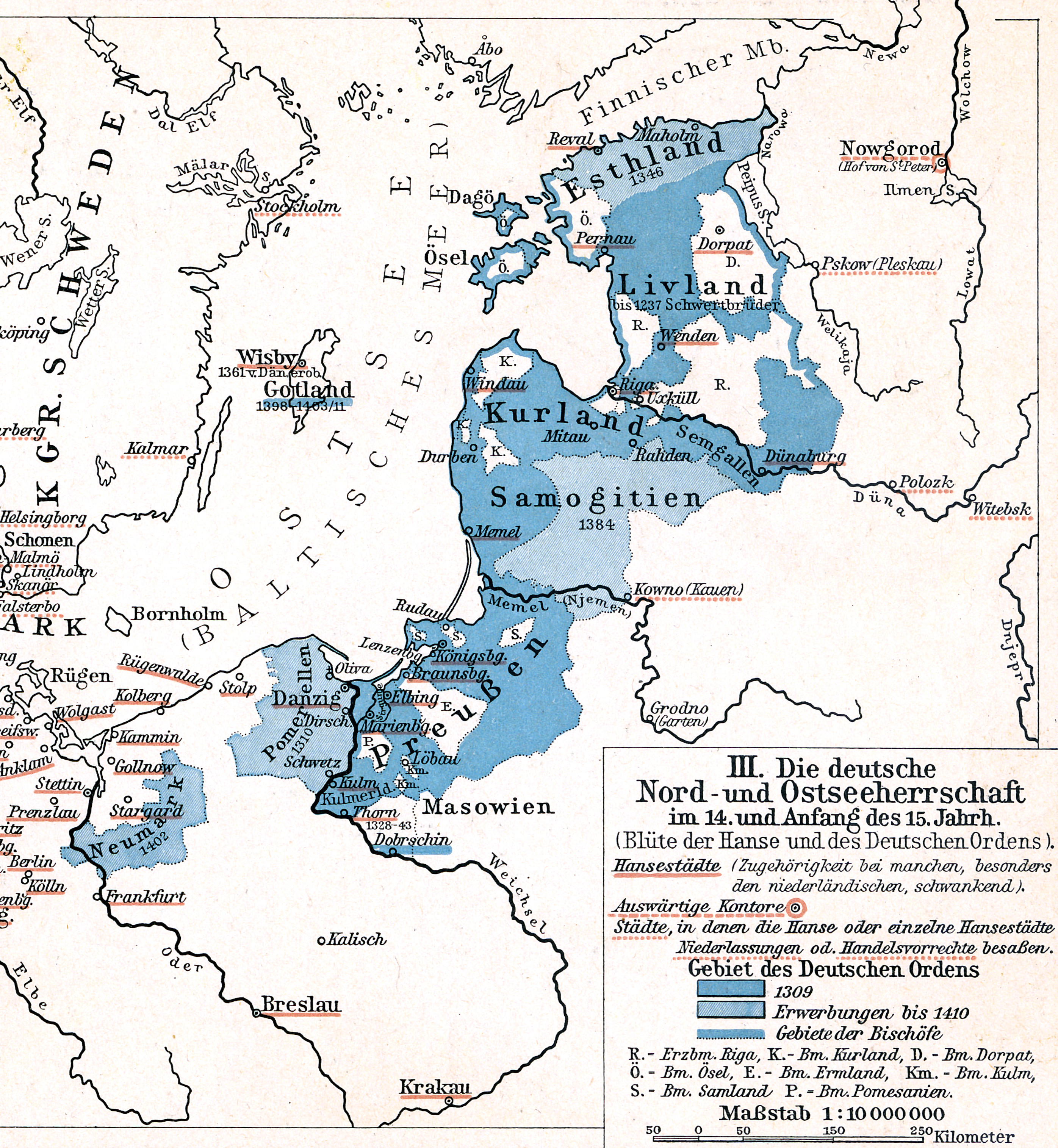
Neumark im Deutschordensland (1410)

Sigismund verpfändete die Neumark 1402 an den Deutschen Ritterorden, 1429 ging sie dann in dessen vollständigen Besitz über, doch ließ auch der Orden das Land weiter verfallen.
Im Jahre 1433 wurden Teile der Neumark von Hussiten zerstört. Anfang Juni begann der Einmarsch von Hussiten und Polen, am 4. Juni wurde Zantoch erobert, vom 9. bis 15. Juni Landsberg belagert. Währenddessen wurde in weitem Umkreis alles verwüstet, zahlreiche Dörfer wurden niedergebrannt. Am 15. Dezember 1433 schlossen der Deutsche Orden und der König von Polen einen Frieden auf zwölf Jahre, er sah unter anderem vor, dass der Orden den Bischöfen von Polen den Besitz aller Güter, Dörfer und Besitzungen, die ihnen von alters her gehört hatten, wieder einräumen sollte.

### Erwerb durch die Hohenzollern (1454/63)
Die eigene Misswirtschaft zwang den Orden, die Neumark bereits 1454 wieder an den brandenburgischen Kurfürsten Friedrich II. aus dem Hause Hohenzollern zu verpfänden. 1463 erwarb Friedrich II. die Neumark für 40.000 Gulden endgültig.

### Markgrafschaft Brandenburg-Küstrin (1535–1571)
1535 machte Markgraf Hans von Küstrin die Neumark zu einem selbständigen Staatsgebilde (der Markgrafschaft Brandenburg-Küstrin) und leitete die Konsolidierung des Landes ein. 1537 führte er als einer der ersten Landesherren in Deutschland die Reformation in seinem Herrschaftsgebiet ein. Dabei wurde der gesamte Stifts- und Klosterbesitz mit seinen reichen Einnahmen in landesherrliches Eigentum überführt.
1548 wurde der Regierungssitz von Soldin nach Küstrin verlegt.

## In der Mark Brandenburg 1571 bis 1807
Nach dem Tode von Hans von Küstrin sowie von dessen Bruder Kurfürst Joachim II. 1571 gab es keine erbberechtigten männlichen Nachkommen und die Neumark wurde wieder mit dem Kurfürstentum Brandenburg vereinigt. Die Neumark wurde in der Folge von den Landvögten Detlof von Winterfeld, Komtur zu Schivelbein, und später von dessen Sohn Georg von Winterfeld, Herrenmeister des Johanniterordens, ebenfalls Komtur zu Schivelbein, verwaltet.

### Dreißigjähriger Krieg (1618–1648)
Der Dreißigjährige Krieg machte der Neumark schwer zu schaffen. Schwedische wie kaiserliche Truppen zogen plündernd und brandschatzend durch das Land, die Pestepidemien der Jahre 1626 und 1631 rafften die Bevölkerung dahin. Während der schwedischen Besetzung musste die Neumark 60.000 Taler und 10.000 Wispel Roggen an Stationierungskosten aufbringen.

### Konsolidierung unter Friedrich I. und II. (1701–1784)
Mit der Gründung des preußischen Staates 1701 begann sich die Situation der Neumark wieder zu verbessern. Bereits unter König Friedrich I. setzte eine neue Kolonisationswelle ein. Zu den neuen Einwanderern zählten auch zahlreiche reformierte Franzosen (Hugenotten), die ihres Glaubens wegen ihre Heimat verlassen mussten. Zielgerichtet wurde in der Neumark das Tuchmacherhandwerk angesiedelt.
Einen erneuten Rückschlag für das wirtschaftliche Leben brachte der Siebenjährige Krieg seit 1756 mit sich, als erneut hohe Kontributionen aufgebracht werden mussten. Erheblicher Landgewinn und wirtschaftliche Konsolidierung kam durch das Trockenlegungsprogramm von Friedrich dem Großen für das Warthe- und Netzebruch ab 1770 für die Neumark zum Tragen.

## Die Neumark von 1815 bis 1945

Ursprüngliches Kerngebiet der Neumark auf einer Landkarte von 1905: Östlich der Oder zwischen Küstrin und Stettin, nördlich der Flüsse Warthe und Netze sowie westlich der Drage. Die nördliche Grenze zu Pommern liegt etwa auf der Linie Reetz-Stargard-Stettin

Die Neugliederung Preußens auf Grund der territorialen Veränderungen durch den Wiener Kongress 1815 veränderte auch die politische Gliederung der Neumark. Sie erstreckte sich über ein Drittel der Fläche der Mark Brandenburg.
Die Rote Armee erreichte die Neumark Ende Januar 1945. Von den 645.000 Einwohnern (Volkszählung 1939) waren noch rund 400.000 im Lande. Von ihnen kamen in den darauffolgenden Wochen viele ums Leben.

## In Polen seit 1945
Im Frühjahr 1945 unterstellte die Sowjetunion die rechts von Oder und Neiße gelegenen Gebiete der Neumark der polnischen Zivilverwaltung. Durch die Übereinkünfte der Potsdamer Konferenz (Potsdamer Abkommen) vom Juli / August 1945 wurde das Gebiet vorläufig und vorbehaltlich einer friedensvertraglichen Regelung unter polnische Verwaltung gestellt. Die ansässige Bevölkerung wurde dann jedoch per Dekret vom 6. März 1946 enteignet und bis 1947 fast vollständig von den örtlichen polnischen Verwaltungsbehörden vertrieben. Nur ein kleiner Teil der Bevölkerung, zumeist Spezialisten wie Techniker für Wasserwerke, wurde zurückgehalten und musste Zwangsarbeit leisten. Diese Personengruppe durfte Ostbrandenburg Anfang der 1950er-Jahre verlassen.
An die Stelle der deutschen Bevölkerung traten zu etwa zwei Dritteln Zuwanderer aus Zentralpolen sowie zu ca. einem Drittel aus den im Rahmen der „Westverschiebung Polens“ an die Sowjetunion gefallenen Gebieten östlich der Curzon-Linie.
1975 bis 1998 war die Neumark den Woiwodschaften Gorzów Wielkopolski (Landsberg/Warthe) und Zielona Góra (Grünberg) angegliedert; nur ein kleiner Teil um Chojna (Königsberg Nm.) lag in der Woiwodschaft Szczecin (Stettin). Die völkerrechtliche Zugehörigkeit zu Polen wurde 1990 mit Abschluss des deutsch-polnischen Grenzvertrags bestätigt.
Mit der Neugliederung Polens nach der Demokratisierung kam der größte Teil der Neumark zur Woiwodschaft Lebus, deren Kernland sie nun bildet. Ein kleiner Teil (z. B. Soldin) gehört zur Woiwodschaft Westpommern.

## Infrastruktur der Neumark
Das Gebiet der Neumark war von jeher von der Land- und Forstwirtschaft geprägt. Auch die mittelgroßen Siedlungen waren zumeist Ackerbürgerstädte. Vom 19. Jahrhundert an gewann das Tuchmachergewerbe an Bedeutung. Mit dem Bau der modernen Verkehrswege, die Reichsstraße 1 Berlin–Königsberg und die Ostbahn durchquerten die Neumark, wurde auch die Voraussetzung für industrielle Ansiedelungen geschaffen. Sie waren hauptsächlich auf die Bedürfnisse der Landwirtschaft ausgerichtet und konzentrierten sich auf die beiden großen Städte Landsberg und Küstrin.

## Schlösser und Gärten
Die Neumark ist reich an bau- und kunstgeschichtlich wertvollen und interessanten Burgen, Schlössern und Herrenhäusern aus unterschiedlichen Stilepochen.
Kunstwissenschaftliche Darstellungen
Der Forschungsstand zu diesen Bauten und ihren wertvollen Park- und Gartenanlagen ist unterschiedlich.
29 Anlagen wurden bereits in dem von 1857 bis 1883 erschienenen populären Tafelwerk des Berliner Verlegers Alexander Duncker über „die ländlichen Wohnsitze, Schlösser und Residenzen der ritterschaftlichen Grundbesitzer in der preußischen Monarchie nebst den königlichen Familien-, Haus-, Fideicommiss- und Schatullgütern“ mit zeitgenössischen Abbildungen beschrieben. Einige Schlösser und Herrenhäuser fanden dadurch Beachtung über die Kreisgrenzen hinaus.
In den Inventarbänden der Kunstdenkmäler der Provinz Brandenburg, die zwischen 1902 und 1945 erschienen, wurden immerhin sechs von insgesamt elf ehemaligen ostbrandenburgischen Kreisen den dort vorhandenen Schlössern und Herrenhäusern in differenziertem Umfang dargestellt.
In dem Buch von Hans Joachim Helmigk über Märkische Herrenhäuser aus alter Zeit (1929) werden 25 Bauten in der Neumark erwähnt, und in dem Inventar über die alten Gärten und ländlichen Parke in der Mark Brandenburg von Paul Ortwin Rave (1939) sind bereits 64 Schloss- und Gutsparks beschrieben. Neuere polnische Inventare gehen für die historische Region der Neumark von ca. 90 bemerkenswerten Anlagen aus.
Der Freundeskreis Schlösser und Gärten der Mark in der Deutschen Gesellschaft e. V. widmet seit 2005 eine eigene Schriftenreihe mit Einzelmonographien den Schlössern und Gärten der Neumark, die zweisprachig in Deutsch und Polnisch in Kooperation mit der Stiftung für deutsch-polnische Zusammenarbeit herausgegeben wird und damit ein Novum in der deutschen Kunstgeschichtsschreibung darstellen dürfte. Die Texte erarbeiten polnische und deutsche Kunsthistoriker und Historiker. Bisher erschienen die Hefte Sonnenburg, Tamsel, Küstrin, Wildenbruch, Lagow, Mergenthin, Charlottenhof, Gleissen, Pförten und Hanseberg. Weitere sind in Vorbereitung.

## Kirchliche Strukturen
Die Neumark gehörte im Mittelalter zum größten Teil zum katholischen Bistum Lebus, im Norden in kleineren Gebieten zum pommerschen Bistum Cammin.
1537 wurde durch Markgraf Johann von Küstrin die Reformation eingeführt, als erstem Territorium im Heiligen Römischen Reich überhaupt. Leitende evangelische Verantwortliche waren seitdem die Superintendenten von Küstrin. (Die Kirchenleitung befand sich nach 1571 in Berlin für die gesamte Mark Brandenburg.) Seit etwa 1829 gab es eine eigene Generalsuperintendentur der Neumark, (die dann mit der Niederlausitz zusammengelegt wurde).

## Persönlichkeiten
Landesherren
Die Neumark gehörte seit 1248 meist zur Mark Brandenburg, die Kurfürsten waren auch Landesherren der Neumark.
- Johann von Küstrin, regierte 1535–1571 eine selbstständige Markgrafschaft Brandenburg-Küstrin.

Kanzler
Zwischen 1535 und 1571 gab es vier Leiter der Kanzlei der Markgrafschaft Brandenburg-Küstrin, darunter:
- Franz (von) Neumann, um 1537–vor 1544
- Hans Georg von dem Borne, ab 1635[18]

Landvögte
Die Landvögte waren die höchstrangigen Beauftragten der Landesherren. Sie hatten einige Entscheidungsbefugnisse und saßen meist in Schivelbein.
- Dionisius von Osten, 1461 erwähnt[19]
- Heinrich von Borcke, 1467–1472
- Jacob von Polen(t)z, 1472–1475
- Christoph von Polenz, 1475–1497
- Berendt von Rhor (Bernd von Rohr), 1498 –?
- Cersten (von) Borcke, um 1515–nach 1526?

- Franz (von) Neumann, vor 1544–1564, dann Herrenmeister

Generalsuperintendenten
Von 1535 bis 1571 waren die Superintendenten von Küstrin die höchstrangigen evangelischen Leiter in der Markgrafschaft Brandenburg-Küstrin.
- Georg Coelestin, 1570–1571 Generalsuperintendent
- Matthaeus Decenius, 1636–1642, Generalsuperintendent während der schwedischen Herrschaft

Seit etwa 1829 gab es dann einen regulären Generalsuperintendenten.

## 18. Jahrhundert
- Hans Georg von dem Borne: Hansen Georgens von dem Borne, Churfürstlichen Brandenburgischen Rath und Cantzlern bey der Neu-Märckischen Regierung, auf Dolgen und Janikow, [et]c. Erb-Gesassen. Politische und Geistliche Berathschlagungen, Uber den gegenwärtigen betrübten und kümmerlichen Zustand Der Chur- und Marck-Brandenburg/ Vermittelst Ergründung der wahren Haupt-Ursachen des vergangenen und gegenwärtigen Jammers, Elends und Verwüstung wie auch Eröffnung dererjenigen Mittel, dadurch mehrern Verderben und gäntzlichen Untergang entgegen gegangen und vorgebauet, und der zerrüttelte Zustand hinwiederumb verbessert werden kan. Aus einem recht Patriotischen Wohlmeinen vorgestellet, 1. Auflage, Druck Michael Kochen, Franckfurt an der Oder 1640.; Joh. Andr. Rüdiger, Berlin 1719. SUB Göttingen
- Anton Friedrich Büsching: Neue Erdbeschreibung. Band 9, Benedict Hurter, Schaffhausen 1771, S. 1935–1956. (Google Books).

## 19. Jahrhundert
- Peter Johann G. Hoffmann: Topographie der Neumark nach ihrem gegenwärtigen statistischen und kirchlichen Zustande für Cameral- und Justiz-Bediente, auch Kirchen-Inspectoren und Prediger. Darnmann, Züllichau 1802.
  - Einleitung welche eine kurze Geographisch-Statistische Uebersicht der Neumark enthält (Google Books).
  - Zweite Abtheilung welche ein Alphabetisches Verzeichniß sämmtlicher in der Neumark belegenen Städte, Dörfer, Vorwerker und anderer Ortschaften enthält (Google Books).
- Friedrich Wilhelm August Bratring: Statistisch-topographische Beschreibung der gesammten Mark Brandenburg. Band 3: Die Neumark Brandenburg. Berlin 1809. (Google Books).
- Georg Wilhelm von Raumer (Hrsg.): Die Neumark Brandenburg im Jahre 1337 oder Markgraf Ludwig’s des Aelteren Neumärkisches Landbuch aus dieser Zeit. Nicolaische Buchhandlung, Berlin 1837. (Google Books).
- Leopold von Ledebur: Ueber die Gegensätze Alt- und Neumark. in: Märkische Forschungen, Band 4, Berlin 1850, S. 88–94. (Google Books).
- J. F. Voigt: Ueber die Grenzen der Neumark vom Jahre 1433. In: Märkische Forschungen, Band 4, Berlin 1850, S. 95–110. (Google Books).
- Eduard Ludwig Wedekind: Sternbergische Kreis-Chronik. Geschichte der Städte, Flecken, Dörfer, Kolonien, Schlösser etc. dieses Landestheiles von der frühesten Vergangenheit bis auf die Gegenwart. Zielenzig 1855 (Google Books).
- Heinrich Berghaus: Landbuch der Mark Brandenburg und des Markgrafentums Nieder-Lausitz in der Mitte des 19. Jahrhunderts. Band 3, Adolph Müller, Brandenburg 1856, § 63: Territorial-Geschichte der Neumark (Google Books).
- Johann Ludwig Quandt: Das Land an der Netze nebst der Neumark, wie sie von Pommern besessen und verloren wurden. in: Baltische Studien. Band 15, Stettin 1857, S. 165–204. (Google Books).
- Alexander Duncker (Hrsg.): Die ländlichen Wohnsitze, Schlösser und Residenzen der ritterschaftlichen Grundbesitzer in der preußischen Monarchie nebst den königlichen Familien-, Haus-, Fideicommiss- und Schatullgütern in naturgetreuen, künstlerisch ausgeführten, farbigen Darstellungen nebst begleitendem Text. Berlin 1857–1883, Band 1–16. (ZLB Digitale Landesbibliothek Berlin. Übersicht der Bände, in: ABC, ff. WXYZ).
- Adolph Friedrich Johann Riedel:  Codex diplomaticus Brandenburgensis. Sammlung der Urkunden, Chroniken und sonstigen Geschichtsquellen für die Geschichte der Mark Brandenburg und ihrer Regenten. Band 18, Berlin 1859. (Google Books).
- Johannes Voigt: Die Erwerbung der Neumark, Ziel und Erfolg der Brandenburgischen Politik unter den Kurfürsten Friedrich I. und Friedrich II 1402–1457. Nach archivalischen Quellen. Berlin 1863 (Google Books).
- Karl Kletke: Regestae Historiae Neomarchicae. Die Urkunden zur Geschichte der Neumark und des Landes Sternberg.
  - Band 1. In: Märkische Forschungen. Band 10, Berlin 1867. (Google Books).
  - Band 2. In: Märkische Forschungen. Band 12, Berlin 1868. (Google Books).
  - Band 3: Markgraf Johann (Hans) von Cüstrin 1513–1571. in: Märkische Forschungen. Band 13, Berlin 1876 (Google Books).
- Veröffentlichungen/Auszug des Vereins für Geschichte der Neumark; vgl. (Regesta Imperii).:
  - Schriften des Vereins für Geschichte der Neumark, Heft 3, 1895. (Biblioteka Uniwersytecka w Poznaniu; Biblioteka Instytutu Historii UAM).
- Johannes Klocke: Wegweiser durch die Neumark und das Gebiet des Gau 26 (Frankfurt a. Oder) des Deutschen Radfahrer-Bundes, Frankfurt a. O. 1899. Stabi Hamburg 2017.

## 20. Jahrhundert
- Theodor Goecke, Wilhelm Jung, Willy Spatz: Die Kunstdenkmäler des Kreises Weststernberg, in: Die Kunstdenkmäler der Provinz Brandenburg, Band IV, Teil 3, Hrsg. Brandenburgischer Provinzialverband, Druck Meisenbach & Riffarth & Co., i. K. Vossische Buchhandlung, Berlin 1913. Archive
- Kurt Reißmann: Die Kunstdenkmäler des Kreises Königsberg (Neumark). Geographisch geologische Übersicht / Die Stadt Königsberg / Die nördlichen Orte / Die Stadt Cüstrin / Die südlichen Orte (Die Kunstdenkmäler der Provinz Brandenburg, Band 7, Teil 1). Hrsg. Erich Blunck, Vossische Buchhandlung, Berlin 1927–1929. in: Regesta Imperii
- Felix Escher: Neumark. In: Lexikon des Mittelalters (LexMA). Band 6. Artemis & Winkler, München/Zürich 1993, ISBN 3-7608-8906-9, Sp. 1101 f.
- Gerd Heinrich (Hrsg.): Handbuch der historischen Stätten. Berlin und Brandenburg. Mit Neumark und Grenzmark Posen-Westpreußen (= Handbuch der historischen Stätten Deutschlands. 10. Band). 3., überarbeitete und ergänzte Auflage, Alfred Kröner Verlag, Stuttgart 1995, ISBN 3-520-31103-8 (mit Artikeln von Johannes Schultze zu neumärkischen Orten).
- Peter-Michael Hahn, Hellmut Lorenz (Hrsg.): Herrenhäuser in Brandenburg und der Niederlausitz. Kommentierte Neuausgabe des Ansichtenwerks von Alexander Duncker (1857–1883), Nicolaische Verlagsbuchhandlung Beuermann, Berlin 2000, 2 Bände. ISBN 3-87584-024-0.

## 21. Jahrhundert
- Jörg Lüderitz: Die Neumark entdecken. 3. Auflage. Berlin 2003, ISBN 3-89794-019-1.
- Jörg Lüderitz (Hrsg.): Neumärkisches Lesebuch. Landschaften und Menschen im östlichen Brandenburg. Berlin 2004, ISBN 3-89794-043-4.
- Fritz R. Barran: Städte-Atlas Ostbrandenburg mit den früher brandenburgischen Landkreisen Arnswalde und Friedberg Nm. Rautenberg im Verlagshaus Würzburg, Würzburg 2004, ISBN 3-8003-3085-7.
- Markus Jager: Schlösser und Gärten der Neumark. Ein Überblick über die Entwicklung vom 16. bis zum 20. Jahrhundert. in: Schlösser und Gärten der Mark. Festgabe für Sibylle Badstübner-Gröger. Hrsg. Markus Jager für den Freundeskreis Schlösser und Gärten der Mark. Hrsg. Deutsche Gesellschaft, Lukas Verlag, Berlin 2006.
- Bernd Vogenbeck, Juliane Tomann, Ziemia Lubuska: Almanach Terra Transoderana. Zwischen Neumark und Ziemia Lubuska. Berlin 2008, ISBN 978-3-937233-50-5.
- Christa Kouschil: Landesausbau in der Neumark unter Friedrich II. Bäuerliche Besitz- und Abhängigkeitsverhältnisse im unteren Warthebruch (18. bis Mitte des 19. Jahrhunderts). 1. Auflage. Edition Bodoni, Berlin 2012, ISBN 978-3-940781-29-1.
- Paweł Rutkowski (Hrsg.): Streifzüge zwischen Oder und Drage. Begegnungen mit der Neumark. Deutsches Kulturforum östliches Europa, Potsdam 2012, ISBN 978-3-936168-44-0.
- Wolfgang Kling, Jörg Lüderitz: Neumark. Durch die alte Kulturlandschaft östlich von Oder und Neiße. 1. Auflage, Trescher Verlag, Berlin 2015, ISBN 978-3-89794-304-9.
- Landesherr, Adel und Städte in der mittelalterlichen und frühneuzeitlichen Neumark, in: Bibliothek der Brandenburgischen und Preußischen Geschichte; 14, Hrsg. Klaus Neitmann, Michael Wildt, Franz Steiner Verlag, Stuttgart 2015, ISBN 978-3-8305-3029-9.
- Jan von Flocken, Volker Frank Giese, Markus Jager, Christa Kouschill, Jörg Lüderitz, Edgar Meyer-Karutz: Die Neumark. Brandenburg jenseits der Oder (= Die Mark Brandenburg. Zeitschrift für die Mark und das Land Brandenburg. Heft 105). Die Mark Brandenburg – Verlag für Regional- und Zeitgeschichte, Berlin 2017, ISBN 978-3-910134-79-9.